# Премія «Золотий глобус» за найкращу жіночу роль — драма
Премія «Золотий глобус» за найкращу жіночу роль у драматичному фільмі вручається щорічно з 1944 року. Відпочатку ця престижна нагорода Голлівудської асоціації іноземної преси мала назву «Найкраща жіноча роль у художньому фільмі», та з 1951 року було запроваджене розмежування: «Найкраща жіноча роль у комедії або мюзиклі» та «Найкраща жіноча роль у драмі».
Слід зазначити, що це єдина категорія в якій було оголошено одразу три переможниці — Джоді Фостер, Ширлі Майклейн та Сігурні Вівер стали володарками премії 1989 року на 46 церемонії нагородження. 
Нижче наведений повний список переможниць і номінанток.
Імена переможниць виділені окремим кольором.

## 1980—1989
| Рік  | Премія | Світлини переможниць                                               | Переможниці та номінантки                                           |
| ---- | ------ | ------------------------------------------------------------------ | ------------------------------------------------------------------- |
| 1980 | 37-ма  |                                                                    | • Саллі Філд — «Норма Рей» за роль Норми Рей Вебстер                |
| 1980 | 37-ма  | • Джилл Клейберг — «Місяць» за роль Катерини Сілвері               |                                                                     |
| 1980 | 37-ма  | • Ліса Айкхорн — «Янкі» за роль Джин Моретон                       |                                                                     |
| 1980 | 37-ма  | • Джейн Фонда — «Китайський синдром» за роль Кімберлі Веллс        |                                                                     |
| 1980 | 37-ма  | • Марша Мейсон — «Обіцянки в темряві» за роль Александри Кендалл   |                                                                     |
| 1981 | 38-ма  |                                                                    | • Мері Тайлер Мур — «Звичайні люди» за роль Бет Джеретт             |
| 1981 | 38-ма  | • Еллен Берстін — «Воскресіння» за роль Едни Мей Макколі           |                                                                     |
| 1981 | 38-ма  | • Джина Роулендс — «Ґлорія» за роль Ґлорії Свенсон                 |                                                                     |
| 1981 | 38-ма  | • Настасья Кінскі — «Тесс» за роль Тесс Дарбіфільд                 |                                                                     |
| 1981 | 38-ма  | • Дебора Раффін — «Той, що відчув кохання» за роль Лени Канади     |                                                                     |
| 1982 | 39-та  |                                                                    | • Меріл Стріп – «Жінка французького лейтенанта» за роль Сари Вудраф |
| 1982 | 39-та  | • Саллі Філд — «Без лихого наміру» за роль Меган Картер            |                                                                     |
| 1982 | 39-та  | • Кетрін Гепберн — «На золотому озері» за роль Етель Тейер         |                                                                     |
| 1982 | 39-та  | • Даян Кітон — «Червоні» за роль Луїзи Брайант                     |                                                                     |
| 1982 | 39-та  | • Сіссі Спейсек — «Волоцюга» за роль Ніти Лонґлі                   |                                                                     |
| 1983 | 40-ва  |                                                                    | • Меріл Стріп — «Вибір Софії» за роль Софії Завістовської           |
| 1983 | 40-ва  | • Даян Кітон — «Як гукнеш, так і відгукнеться» за роль Фейт Данлеп |                                                                     |
| 1983 | 40-ва  | • Сіссі Спейсек — «Зниклий безвісти» за роль Бет Горман            |                                                                     |
| 1983 | 40-ва  | • Дебра Вінґер — «Офіцер і джентльмен» за роль Пол Покріфки        |                                                                     |
| 1983 | 40-ва  | • Джессіка Ленґ — «Френсіс» за роль Френсіс Фармер                 |                                                                     |
| 1984 | 41-ша  |                                                                    | • Ширлі Маклейн — «Мова ніжності» за роль Аврори Ґрінвей            |
| 1984 | 41-ша  | • Бонні Беделіа — «Серце, як колесо» за роль Ширлі Рок             |                                                                     |
| 1984 | 41-ша  | • Джейн Александер — «Заповіт» за роль Керол Еймен                 |                                                                     |
| 1984 | 41-ша  | • Дебра Вінґер — «Мова ніжності» за роль Емми Ґрінвей Гортон       |                                                                     |
| 1984 | 41-ша  | • Меріл Стріп — «Сілквуд» за роль Карен Сілквуд                    |                                                                     |
| 1985 | 42-га  |                                                                    | • Саллі Філд — «Місця в серці» за роль Едни Сполдінґ                |
| 1985 | 42-га  | • Даян Кітон — «Місіс Соффел» за роль Кейт Соффел                  |                                                                     |
| 1985 | 42-га  | • Ванесса Редґрейв — «Бостонці» за роль Олів Ченселлор             |                                                                     |
| 1985 | 42-га  | • Джессіка Ленґ — «Селище» за роль Джуелл Айві                     |                                                                     |
| 1985 | 42-га  | • Сіссі Спейсек — «Річка» за роль Мей Ґарві                        |                                                                     |
| 1986 | 43-тя  |                                                                    | • Вупі Ґолдберґ — «Барва пурпурова» за роль Селії Джонсон           |
| 1986 | 43-тя  | • Енн Бенкрофт — «Аґнеса Божа» за роль Міріам Рут                  |                                                                     |
| 1986 | 43-тя  | • Шер — «Маска» за роль Флоренс Денніс                             |                                                                     |
| 1986 | 43-тя  | • Меріл Стріп — «З Африки» за роль Карен Бліксен                   |                                                                     |
| 1986 | 43-тя  | • Джеральдін Пейдж — «Поїздка до Баунтіфула» за роль Керрі Воттс   |                                                                     |
| 1987 | 44-та  |                                                                    | • Марлі Матлін — «Діти меншого бога» за роль Сари Норман            |
| 1987 | 44-та  | • Джулія Ендрюс — «Дует для одного» за роль Стефані Андерсон       |                                                                     |
| 1987 | 44-та  | • Енн Бенкрофт — «На добраніч, мама» за роль Тельми Кейтс          |                                                                     |
| 1987 | 44-та  | • Фарра Фосетт — «Крайнощі» за роль Марджері                       |                                                                     |
| 1987 | 44-та  | • Сігурні Вівер — «Чужі» за роль Еллен Ріплі                       |                                                                     |
| 1988 | 45-та  |                                                                    | • Саллі Кіркленд — «Анна» за роль Анни                              |
| 1988 | 45-та  | • Рейчел Шегал — «Гебі: справжня історія» за роль Габріели Бріммел |                                                                     |
| 1988 | 45-та  | • Гленн Клоуз — «Фатальний потяг» за роль Алекс Форест             |                                                                     |
| 1988 | 45-та  | • Фей Данавей — «П’яничка» за роль Ванди Вілкокс                   |                                                                     |
| 1988 | 45-та  | • Барбра Стрейзанд — «Чокнуті» за роль Клодії Дрейпер              |                                                                     |
| 1989 | 46-та  |                                                                    | • Джоді Фостер — «Обвинувачені» за роль Сари Тобіс                  |
| 1989 | 46-та  | • Ширлі Маклейн — «Мадам Сузацька» за роль мадам Сузацьки          |                                                                     |
| 1989 | 46-та  | • Сігурні Вівер — «Горили в тумані» за роль Даян Фоссі             |                                                                     |
| 1989 | 46-та  | • Крістін Латі — «Біг на місці» за роль Анни Поуп                  |                                                                     |
| 1989 | 46-та  | • Меріл Стріп — «Крик у темряві» за роль Лінди Чемберлейн          |                                                                     |

## 1990—1999
| Рік  | Премія | Світлини переможниць                                                          | Переможниці та номінантки                                         |
| ---- | ------ | ----------------------------------------------------------------------------- | ----------------------------------------------------------------- |
| 1990 | 47-ма  |                                                                               | • Мішель Пфайффер — «Знамениті брати Бейкер» за роль Сюзі Даймонд |
| 1990 | 47-ма  | • Саллі Філд — «Сталеві магнолії» за роль М'Лінн Ітентон                      |                                                                   |
| 1990 | 47-ма  | • Джессіка Ленґ — «Музична скринька» за роль Енн Телбот                       |                                                                   |
| 1990 | 47-ма  | • Енді Макдавелл — «Секс, брехня і відео» за роль Енн Бішоп                   |                                                                   |
| 1990 | 47-ма  | • Лів Ульман — «Трояндовий сад» за роль Габріель                              |                                                                   |
| 1991 | 48-ма  |                                                                               | • Кеті Бейтс — «Мізері» за роль Енні Вілкс                        |
| 1991 | 48-ма  | • Анжеліка Г'юстон — «Кидали» за роль Ліллі Діллон                            |                                                                   |
| 1991 | 48-ма  | • Мішель Пфайффер — «Російський відділ» за роль Каті Орлової                  |                                                                   |
| 1991 | 48-ма  | • Сьюзен Серендон — «Білий палац» за роль Нори Бейкер                         |                                                                   |
| 1991 | 48-ма  | • Джоан Вудворд — «Містер і місіс Брідж» за роль Індії Брідж                  |                                                                   |
| 1992 | 49-та  |                                                                               | • Джоді Фостер — «Мовчання ягнят» за роль Клариси Старлінг        |
| 1992 | 49-та  | • Аннетт Бенінг — «Багсі» за роль Вірджинії Гілл                              |                                                                   |
| 1992 | 49-та  | • Джина Девіс — «Тельма і Луїза» за роль Тельми Дікенсон                      |                                                                   |
| 1992 | 49-та  | • Лора Дерн — «Блукаюча Роза» за роль Рози                                    |                                                                   |
| 1992 | 49-та  | • Сьюзен Серендон — «Тельма і Луїза» за роль Луїзи Соєр                       |                                                                   |
| 1993 | 50-та  |                                                                               | • Емма Томпсон — «Маєток Говардс Енд» за роль Маргарет Шлеґель    |
| 1993 | 50-та  | • Мері Макдоннелл — «Риба пристрасті» за роль Еліс Калхейн                    |                                                                   |
| 1993 | 50-та  | • Мішель Пфайффер — «Поле кохання» за роль Лорен Холлетт                      |                                                                   |
| 1993 | 50-та  | • Сьюзен Серендон — «Олія Лоренцо» за роль Мішель Одан                        |                                                                   |
| 1993 | 50-та  | • Шерон Стоун — «Основний інстинкт» за роль Кетрін Тремелл                    |                                                                   |
| 1994 | 51-ша  |                                                                               | • Голлі Гантер — «Фортепіано» за роль Ади Мак-Грат                |
| 1994 | 51-ша  | • Жульєт Бінош — «Три кольори: Синій» за роль Жулі де Курсі                   |                                                                   |
| 1994 | 51-ша  | • Мішель Пфайффер — «Епоха цнотливості» за роль Еллен Оленськи                |                                                                   |
| 1994 | 51-ша  | • Емма Томпсон — «Наприкінці дня» за роль Саллі Кентон                        |                                                                   |
| 1994 | 51-ша  | • Дебра Вінгер — «Небезпечна жінка» за роль Марти Хоган                       |                                                                   |
| 1995 | 52-га  |                                                                               | • Джессіка Ленґ — «Синє небо» за роль Карлі Маршалл               |
| 1995 | 52-га  | • Джоді Фостер — «Нелл» за роль Нелл Келлті                                   |                                                                   |
| 1995 | 52-га  | • Дженніфер Джейсон Лі – «Місіс Паркер і розпусне коло» за роль Дороті Паркер |                                                                   |
| 1995 | 52-га  | • Міранда Річардсон — «Том і Вів» за роль Вів’єн Еліот                        |                                                                   |
| 1995 | 52-га  | • Меріл Стріп — «Дика ріка» за роль Геїл Гартман                              |                                                                   |
| 1996 | 53-тя  |                                                                               | • Шерон Стоун — «Казино» за роль Джинжер МакКена                  |
| 1996 | 53-тя  | • Сьюзен Серендон — «Мрець іде» за роль Гелен Преджан                         |                                                                   |
| 1996 | 53-тя  | • Елізабет Шу — «Покидаючи Лас-Вегас» за роль Сари                            |                                                                   |
| 1996 | 53-тя  | • Меріл Стріп — «Мости округу Медісон» за роль Франчески Джонсон              |                                                                   |
| 1996 | 53-тя  | • Емма Томпсон — «Розум і почуття» за роль Елінор Дешвуд                      |                                                                   |
| 1997 | 54-та  |                                                                               | • Бренда Блетін — «Таємниці і брехня» за роль Сінтії Роуз Перлі   |
| 1997 | 54-та  | • Кортні Лав — «Народ проти Ларрі Флінта» за роль Алтеї Флінт                 |                                                                   |
| 1997 | 54-та  | • Крістін Скотт Томас — «Англійський пацієнт» за роль Кетрін Кліфтон          |                                                                   |
| 1997 | 54-та  | • Меріл Стріп — «Кімната Марвіна» за роль Лі Вейкфілд                         |                                                                   |
| 1997 | 54-та  | • Емілі Вотсон — «Розсікаючи хвилі» за роль Бесс МакНіл                       |                                                                   |
| 1998 | 55-та  |                                                                               | • Джуді Денч — «Місіс Браун» за роль королеви Вікторії            |
| 1998 | 55-та  | • Гелена Бонем Картер — «Крила голубки» за роль Кейт Крой                     |                                                                   |
| 1998 | 55-та  | • Джоді Фостер — «Контакт» за роль Елеонори «Еллі» Еровей                     |                                                                   |
| 1998 | 55-та  | • Джессіка Ленґ — «Тисяча акрів» за роль Джинні Кук Сміт                      |                                                                   |
| 1998 | 55-та  | • Кейт Вінслет — «Титанік» за роль Рози Б'юкейтер                             |                                                                   |
| 1999 | 56-та  |                                                                               | • Кейт Бланшетт — «Єлизавета» за роль королеви Єлизавети I        |
| 1999 | 56-та  | • Фернанда Монтенегру — «Центральний вокзал» за роль Дори                     |                                                                   |
| 1999 | 56-та  | • Сьюзен Серендон — «Мачуха» за роль Джеккі Гаррісон                          |                                                                   |
| 1999 | 56-та  | • Меріл Стріп — «Справжні цінності» за роль Кейт Галден                       |                                                                   |
| 1999 | 56-та  | • Емілі Вотсон — «Гіларі і Джекі» за роль Жаклін дю Пре                       |                                                                   |

## 2000—2009
| Рік  | Премія | Світлини переможниць                                                       | Переможниці та номінантки                                               |
| ---- | ------ | -------------------------------------------------------------------------- | ----------------------------------------------------------------------- |
| 2000 | 57-ма  |                                                                            | • Гіларі Свенк — «Хлопці не плачуть» за роль Брендона Тіна              |
| 2000 | 57-ма  | • Аннетт Бенінг — «Краса по-американськи» за роль Керолайн Бернем          |                                                                         |
| 2000 | 57-ма  | • Джуліанн Мур — «Кінець роману» за роль Сари Маїлз                        |                                                                         |
| 2000 | 57-ма  | • Меріл Стріп — «Музика серця» за роль Роберти Гуаспарі                    |                                                                         |
| 2000 | 57-ма  | • Сігурні Вівер — «Карта світу» за Еліс Гудвін                             |                                                                         |
| 2001 | 58-ма  |                                                                            | • Джулія Робертс — «Ерін Брокович» за роль Ерін Брокович                |
| 2001 | 58-ма  | • Джоан Аллен — «Претендент» за роль Лейн Хенсон                           |                                                                         |
| 2001 | 58-ма  | • Бйорк — «Та, що танцює у темряві» за роль Сельми Жескової                |                                                                         |
| 2001 | 58-ма  | • Еллен Берстін — «Реквієм за мрією» за роль Сари Ґольдфарб                |                                                                         |
| 2001 | 58-ма  | • Лора Лінні — «Ти можеш на мене розраховувати» за роль Саманти Прескотт   |                                                                         |
| 2002 | 59-та  |                                                                            | • Сісі Спачек — «У спальні» за роль Рут Фавлер                          |
| 2002 | 59-та  | • Геллі Беррі — «Бал монстрів» за роль Летиції Масгрув                     |                                                                         |
| 2002 | 59-та  | • Джуді Денч — «Айріс» за роль Айріс Мердок                                |                                                                         |
| 2002 | 59-та  | • Ніколь Кідман — «Інші» за роль Ґрейс Стюарт                              |                                                                         |
| 2002 | 59-та  | • Тільда Свінтон — «На самому дні» за роль Маргарет Голл                   |                                                                         |
| 2003 | 60-та  |                                                                            | • Ніколь Кідман — «Години» за роль Вірджинії Вульф                      |
| 2003 | 60-та  | • Сальма Гаєк — «Фріда» за роль Фріди Кало                                 |                                                                         |
| 2003 | 60-та  | • Даян Лейн — «Невірна» за роль Конні Самер                                |                                                                         |
| 2003 | 60-та  | • Джуліанн Мур — «Далеко від раю» за роль Кеті Вайтекер                    |                                                                         |
| 2003 | 60-та  | • Меріл Стріп — «Години» за роль Кларисси Воган                            |                                                                         |
| 2004 | 61-ша  |                                                                            | • Шарліз Терон — «Монстр» за роль Ейлін Ворнос                          |
| 2004 | 61-ша  | • Кейт Бланшетт — «Полювання на Вероніку» за роль Вероніки Герін           |                                                                         |
| 2004 | 61-ша  | • Скарлетт Йоганссон — «Дівчина з перлинною сережкою» за роль Гріт Хуллер  |                                                                         |
| 2004 | 61-ша  | • Ніколь Кідман — «Холодна гора» за роль Ади Монро                         |                                                                         |
| 2004 | 61-ша  | • Ума Турман — «Убити Білла. Фільм 1» за роль Беатрікс Кіддо               |                                                                         |
| 2004 | 61-ша  | • Еван Рейчел Вуд — «Тринадцять» за роль Трейсі Фріленд                    |                                                                         |
| 2005 | 62-га  |                                                                            | • Гіларі Свенк — «Крихітка на мільйон доларів» за роль Меггі Фіцжеральд |
| 2005 | 62-га  | • Скарлетт Йоганссон — «Пісня кохання для Боббі Лонга» за роль Перслі Вілл |                                                                         |
| 2005 | 62-га  | • Ніколь Кідман — «Народження» за роль Анни Вікер                          |                                                                         |
| 2005 | 62-га  | • Імелда Стонтон — «Віра Дрейк» за роль Віри Дрейк                         |                                                                         |
| 2005 | 62-га  | • Ума Турман — «Убити Білла. Фільм 2» за роль Беатрікс Кіддо               |                                                                         |
| 2006 | 63-тя  |                                                                            | • Фелісіті Гаффман — «Трансамерика» за роль Брі Осборн                  |
| 2006 | 63-тя  | • Марія Белло — «Історія жорстокості» за роль Еді Столл                    |                                                                         |
| 2006 | 63-тя  | • Гвінет Пелтроу — «Доказ» за роль Кетрін Поузі                            |                                                                         |
| 2006 | 63-тя  | • Шарліз Терон — «Північна країна» за роль Джозі Еймс                      |                                                                         |
| 2006 | 63-тя  | • Чжан Цзиї — «Мемуари гейші» за роль Чіо Сакамото                         |                                                                         |
| 2007 | 64-та  |                                                                            | • Гелен Міррен — «Королева» за роль королеви Єлизавети II               |
| 2007 | 64-та  | • Пенелопа Крус — «Повернення» за роль Раймунди                            |                                                                         |
| 2007 | 64-та  | • Джуді Денч — «Скандальний щоденник» за роль Барбари Коветт               |                                                                         |
| 2007 | 64-та  | • Меггі Джилленгол — «Крихітка Шеррі» за роль Шеррі Свонсон                |                                                                         |
| 2007 | 64-та  | • Кейт Вінслет — «Як малі діти» за роль Сари Пірс                          |                                                                         |
| 2008 | 65-та  |                                                                            | • Джулі Крісті — «Далеко від неї» за роль Фіони Андерсон                |
| 2008 | 65-та  | • Кейт Бланшетт — «Єлизавета: Золотий вік» за роль королеви Єлизавети І    |                                                                         |
| 2008 | 65-та  | • Джоді Фостер — «Відважна» за роль Еріки Бейн                             |                                                                         |
| 2008 | 65-та  | • Анджеліна Джолі — «Могутнє серце» за роль Маріан Перл                    |                                                                         |
| 2008 | 65-та  | • Кіра Найтлі — «Спокута» за роль Сесилії Талліс                           |                                                                         |
| 2009 | 66-та  |                                                                            | • Кейт Вінслет — «Життя спочатку» за роль Ейпріл Вілер                  |
| 2009 | 66-та  | • Енн Гетевей — «Рейчел виходить заміж» за роль Кім Бечмен                 |                                                                         |
| 2009 | 66-та  | • Анджеліна Джолі — «Підміна» за роль Крістін Коллінз                      |                                                                         |
| 2009 | 66-та  | • Крістін Скотт Томас — «Я так давно тебе кохаю» за роль Жульєтти Фонтен   |                                                                         |
| 2009 | 66-та  | • Меріл Стріп — «Сумнів» за роль Елоїзи Бов’є                              |                                                                         |

## 2010—2019
| Рік  | Премія | Світлини переможниць                                                    | Переможниці та номінантки                                                              |
| ---- | ------ | ----------------------------------------------------------------------- | -------------------------------------------------------------------------------------- |
| 2010 | 67-ма  |                                                                         | • Сандра Буллок — «Невидима сторона» за роль Лії Енн Туї                               |
| 2010 | 67-ма  | • Емілі Блант — «Молода Вікторія» за роль королеви Вікторії             |                                                                                        |
| 2010 | 67-ма  | • Гелен Міррен — «Остання станція» за роль Софії Толстої                |                                                                                        |
| 2010 | 67-ма  | • Кері Малліган — «Освіта» за роль Дженні Меллор                        |                                                                                        |
| 2010 | 67-ма  | • Габурі Сідібе — «Скарб» за Клейріс Джонс                              |                                                                                        |
| 2011 | 68-ма  |                                                                         | • Наталі Портман — «Чорний лебідь» за роль Ніни Сойєрс                                 |
| 2011 | 68-ма  | • Геллі Беррі — «Френкі та Еліс» за роль Френкі / Еліс                  |                                                                                        |
| 2011 | 68-ма  | • Ніколь Кідман — «Кроляча нора» за роль Бекки Корбет                   |                                                                                        |
| 2011 | 68-ма  | • Дженніфер Лоренс — «Зимова кістка» за роль Рі Доллі                   |                                                                                        |
| 2011 | 68-ма  | • Мішель Вільямс — «Блакитний Валентин» за роль Сінді Гіллер            |                                                                                        |
| 2012 | 69-та  |                                                                         | • Меріл Стріп — «Залізна леді» за роль Маргарет Тетчер                                 |
| 2012 | 69-та  | • Гленн Клоуз — «Альберт Ноббс» за роль Альберта Ноббса                 |                                                                                        |
| 2012 | 69-та  | • Віола Девіс — «Прислуга» за роль Ейбілін Кларк                        |                                                                                        |
| 2012 | 69-та  | • Руні Мара — «Дівчина з тату дракона» за роль Лісбет Саландер          |                                                                                        |
| 2012 | 69-та  | • Тільда Свінтон — «Щось не так з Кевіном» за роль Єви                  |                                                                                        |
| 2013 | 70-та  |                                                                         | • Джессіка Честейн — «Тридцять хвилин по півночі» за роль Маї                          |
| 2013 | 70-та  | • Маріон Котіяр — «Іржа та кістка» за роль Стефані                      |                                                                                        |
| 2013 | 70-та  | • Гелен Міррен — «Гічкок» за роль Альми Ревілль                         |                                                                                        |
| 2013 | 70-та  | • Наомі Воттс — «Неможливе» за роль Марії Беннетт                       |                                                                                        |
| 2013 | 70-та  | • Рейчел Вайс — «Глибоке синє море» за роль Гестер Коллер               |                                                                                        |
| 2014 | 71-ша  |                                                                         | • Кейт Бланшетт — «Жасмін» за роль Жанет Френсіс                                       |
| 2014 | 71-ша  | • Сандра Буллок — «Гравітація» за роль Раян Стоун                       |                                                                                        |
| 2014 | 71-ша  | • Джуді Денч — «Філомена» за роль Філомени Лі                           |                                                                                        |
| 2014 | 71-ша  | • Емма Томпсон — «Порятунок містера Бенкса» за роль Памели Треверс      |                                                                                        |
| 2014 | 71-ша  | • Кейт Вінслет — «День праці» за роль Адель Вілер                       |                                                                                        |
| 2015 | 72-га  |                                                                         | • Джуліанн Мур — «Все ще Еліс» за роль Еліс Гавленд                                    |
| 2015 | 72-га  | • Дженніфер Еністон — «Торт» за роль Клер Беннетт                       |                                                                                        |
| 2015 | 72-га  | • Фелісіті Джонс — «Теорія всього» за роль Джейн Гокінґ                 |                                                                                        |
| 2015 | 72-га  | • Розамунд Пайк — «Загублена» за роль Емі Елліот Данн                   |                                                                                        |
| 2015 | 72-га  | • Різ Візерспун — «Дика» за роль Шеріл Стрейд                           |                                                                                        |
| 2016 | 73-тя  |                                                                         | • Брі Ларсон — «Кімната» за роль Джой «Ма» Ньюсам                                      |
| 2016 | 73-тя  | • Кейт Бланшетт — «Керол» за роль Керол Ейрд                            |                                                                                        |
| 2016 | 73-тя  | • Руні Мара — «Керол» за роль Терези Беліве                             |                                                                                        |
| 2016 | 73-тя  | • Сірша Ронан — «Бруклін» за роль Елліс Лейсі                           |                                                                                        |
| 2016 | 73-тя  | • Алісія Вікандер — «Дівчина з Данії» за роль Герди Вегенер             |                                                                                        |
| 2017 | 74-та  |                                                                         | • Ізабель Юппер — «Вона» за роль Мішель Леблан                                         |
| 2017 | 74-та  | • Емі Адамс — «Прибуття» за роль Луїзи Бенкс                            |                                                                                        |
| 2017 | 74-та  | • Джессіка Честейн — «Небезпечна гра Слоун» за роль Елізабет Слоун      |                                                                                        |
| 2017 | 74-та  | • Рут Негга — «Лавінг» за роль Мілдред Лавінг                           |                                                                                        |
| 2017 | 74-та  | • Наталі Портман — «Джекі» за роль Жаклін Кеннеді                       |                                                                                        |
| 2018 | 75-та  |                                                                         | • Френсіс Мак-Дорманд — «Три білборди за межами Еббінга, Міссурі» за роль Мілдред Гейз |
| 2018 | 75-та  | • Джессіка Честейн — «Гра Моллі» за роль Моллі Блум                     |                                                                                        |
| 2018 | 75-та  | • Саллі Гокінз — «Форма води» за роль Елізи Еспозіто                    |                                                                                        |
| 2018 | 75-та  | • Меріл Стріп — «Секретне досьє» за роль Кетрін Грем                    |                                                                                        |
| 2018 | 75-та  | • Мішель Вільямс — «Усі гроші світу» за роль Гейл Гарріс                |                                                                                        |
| 2019 | 76-та  |                                                                         | • Гленн Клоуз — «Дружина» за роль Джоани Каслмен                                       |
| 2019 | 76-та  | • Леді Ґаґа — «Народження зірки» за роль Еллі Мейн                      |                                                                                        |
| 2019 | 76-та  | • Ніколь Кідман — «Час відплати» за роль Ерін Белл                      |                                                                                        |
| 2019 | 76-та  | • Мелісса Маккарті — «Чи зможете Ви мені пробачити?» за роль Лі Ізраель |                                                                                        |
| 2019 | 76-та  | • Розамунд Пайк — «Приватна війна» за роль Мері Колвін                  |                                                                                        |

## 2020—2029
| Рік  | Премія | Світлини переможниць                                                         | Переможниці та номінантки                                                 |
| ---- | ------ | ---------------------------------------------------------------------------- | ------------------------------------------------------------------------- |
| 2020 | 77-ма  |                                                                              | • Рене Зеллвегер — «Джуді» за роль Джуді Гарленд                          |
| 2020 | 77-ма  | • Синтія Еріво — «Гарріет» за роль Гаррієт Табмен                            |                                                                           |
| 2020 | 77-ма  | • Скарлетт Йоганссон — «Шлюбна історія» за роль Ніколь Барбер                |                                                                           |
| 2020 | 77-ма  | • Сірша Ронан — «Маленькі жінки» за роль Джо Марч                            |                                                                           |
| 2020 | 77-ма  | • Шарліз Терон — «Секс-бомба» за роль Мегін Келлі                            |                                                                           |
| 2021 | 78-ма  |                                                                              | • Андра Дей — «Сполучені Штати проти Біллі Голідей» за роль Біллі Голідей |
| 2021 | 78-ма  | • Віола Девіс — «Ма Рейні: мати блюзу» за роль Ма Рейні                      |                                                                           |
| 2021 | 78-ма  | • Ванесса Кірбі — «Фрагменти жінки» за роль Марти Вайс                       |                                                                           |
| 2021 | 78-ма  | • Френсіс Макдорманд — «Земля кочівників» за роль Ферн                       |                                                                           |
| 2021 | 78-ма  | • Кері Малліган — «Перспективна дівчина» за роль Кассандри "Кейсі" Томас     |                                                                           |
| 2022 | 79-та  |                                                                              | • Ніколь Кідман — «Бути Рікардо» за роль Люсіль Болл                      |
| 2022 | 79-та  | • Джессіка Честейн — «Очі Теммі Фей» за роль Теммі Фей                       |                                                                           |
| 2022 | 79-та  | • Олівія Колман — «Незнайома дочка» за роль Леди Карузо                      |                                                                           |
| 2022 | 79-та  | • Леді Гага — «Дім Гуччі» за роль Патриції Реджані                           |                                                                           |
| 2022 | 79-та  | • Крістен Стюарт — «Спенсер: Таємниця принцеси Діани» за роль принцеси Діани |                                                                           |
| 2023 | 80-та  |                                                                              | • Кейт Бланшетт — «Тар» за роль Лідії Тар                                 |
| 2023 | 80-та  | • Олівія Колман — «Імперія світла» за роль Хіларі Смол                       |                                                                           |
| 2023 | 80-та  | • Віола Девіс — «Королева-воїн» за роль Наніски                              |                                                                           |
| 2023 | 80-та  | • Ана де Армас — «Білявка» за роль Мерілін Монро                             |                                                                           |
| 2023 | 80-та  | • Мішель Вільямс — «Фабельмани» за роль Мітці Фабельман                      |                                                                           |
| 2024 | 81-ша  |                                                                              | • Лілі Гладстон — «Вбивці квіткової повні» за роль Моллі Баркхарт         |
| 2024 | 81-ша  | • Аннетт Бенінг — «Наяд» за роль Діани Ніад                                  |                                                                           |
| 2024 | 81-ша  | • Сандра Гюллер — «Анатомія падіння» за роль Сандри Войтер                   |                                                                           |
| 2024 | 81-ша  | • Грета Лі — «Минулі життя» за роль Нори                                     |                                                                           |
| 2024 | 81-ша  | • Кері Малліган — «Маестро» за роль Фелісії Монтеалегре                      |                                                                           |
| 2024 | 81-ша  | • Кейлі Спейні — «Прісцилла» за роль Прісцилли Преслі                        |                                                                           |
| 2025 | 82-га  |                                                                              | • Фернанда Торрес — «Я все ще тут» за роль Юніс Паїви                     |
| 2025 | 82-га  | • Памела Андерсон — «Остання шоугерл» за роль Шеллі Ґарднер                  |                                                                           |
| 2025 | 82-га  | • Анджеліна Джолі — «Марія» за роль Марії Каллас                             |                                                                           |
| 2025 | 82-га  | • Ніколь Кідман — «Хороша погана дівчинка» за роль Ромі                      |                                                                           |
| 2025 | 82-га  | • Тільда Свінтон — «Сусідня кімната» за роль Марти                           |                                                                           |
| 2025 | 82-га  | • Кейт Вінслет — «Лі» за роль Лі Міллер                                      |                                                                           |